# عبد الجبار عبد الله
عبد الجبار عبد الله (1911-1969) هو عالم فيزياء عراقي وثاني رئيس لجامعة بغداد ولد في قلعة صالح - محافظة ميسان عام 1911، أَكمل دراسته الإعدادية في بغداد عام 1930. ونال شهادة البكالوريوس في العلوم من الجامعة الأمريكية في بيروت عام 1934. حصل على شهادة الدكتوراه في العلوم الطبيعية (الفيزياء) من معهد مساتشوست للتكنولوجيا MIT، عُين استاذاً ورئيساً لقسم الفيزياء في دار المُعلمين العالية في بغداد من سنة 1948 إلى 1949. وفي هذه الفترة رُشح أستاذاً باحثاً في جامعة نيويورك بين سنتي 1952 و1955. في عام 1958 عين أميناً عاماً لجامعة بغداد وكيلاً لرئيس الجامعة. واستمر في هذين المَنصيبن حتى عام 1959. حيث عُيِّن رئيساً لجامعة بغداد، لهُ العديد من البحوث العلمية التي نُشرت في المجلات الأمريكية والأوروبية، وعضو في العديد من الجمعيات العلمية في أمريكا وأوروبا.
كعضو في الطائفة المندائية، تعرض للاعتقال والتعذيب في نهاية حياته، واعتقل بعد صعود حزب البعث إلى السلطة في عام 1963. وقد سُجن لمدة عام تقريباً ولَكن أُطلق سراحه فيما بعد، وسُمِح له بالسفر إلى الولايات المتحدة. هُناك شغل منصب أستاذ في جامعة كولورادو في بولدر، وجامعة نيويورك، وتوفي في عام 1969.
له تمثال موجود في معبد الصابئة المندائيـين في منطقة القادسية ببغداد.

## ولادته ونشأته

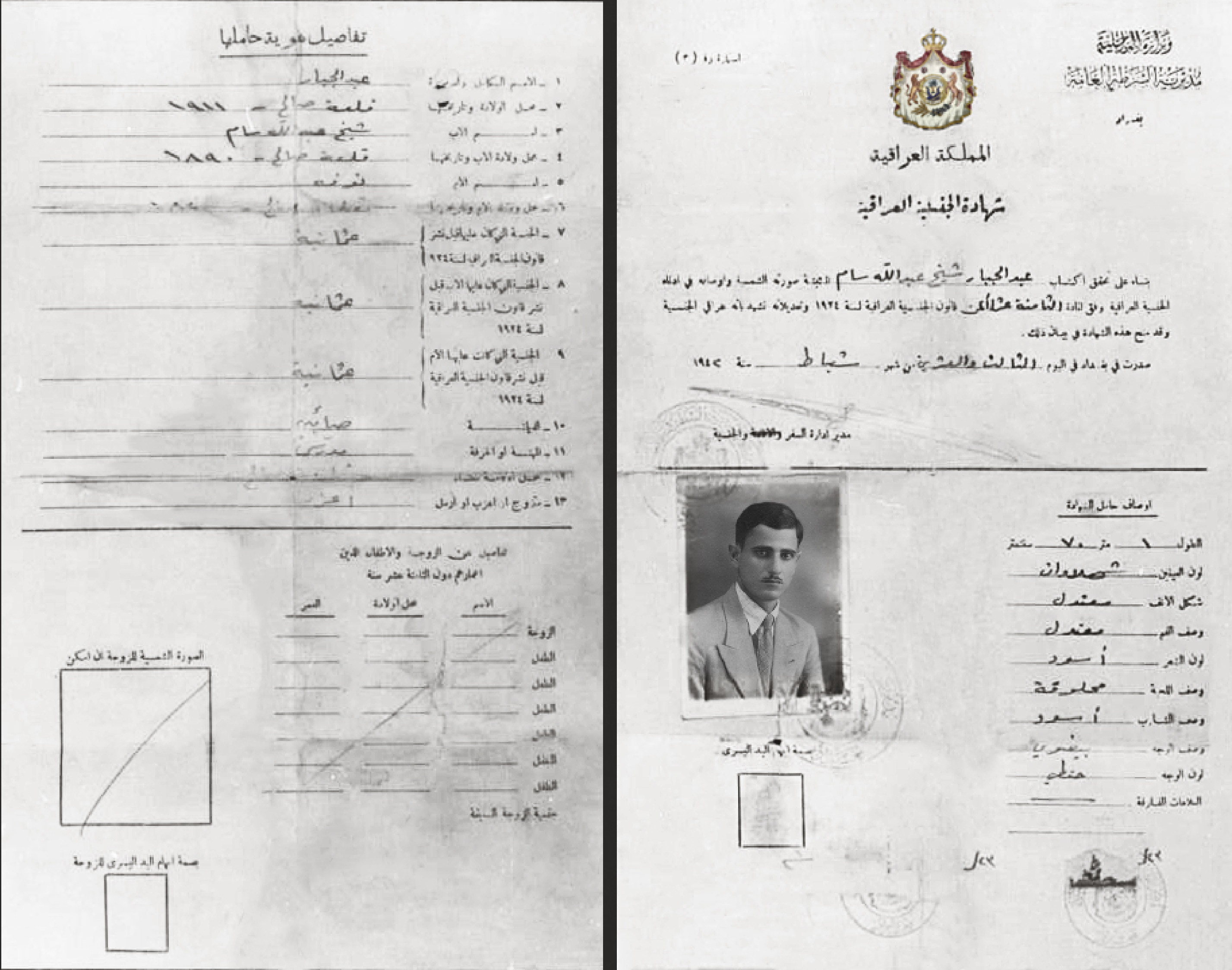
شهادة الجنسية العراقية لعبد الجبار عبد الله

اسمه عبد الجبار عبد الله بن الشيخ سام، ولد في قضاء قلعة صالح بمحافظة ميسان، في عام 1911،
 وفقاً لشهادة الجنسية العراقية وشهادة الميلاد العثمانية، في بيئة دينية فوالده هو الشيخ عبد الله سام الذي أصبح الرئيس الروحاني للطائفة الصابئة في العراق بعد وفاة الشيخ دخيل في عام 1964، والدته السيدة نوفه رومي الناشئ شقيقها الأستاذ غصبان رومي.
وفي أحد المصادر يُذكر أنه ولد في 14 تشرين الثاني/نوفمبر، عام 1913 كما أكد وذكر هو شخصياً لأفراد عائلته، وليس كما ما ورد في شهادة الجنسية العراقية وشهادة الولادة الصادرة من السلطات العثمانية.
وقد نشأ في أسرة فقيرة تعاني من شظف العيش، فكان يرتدي الثياب الصيفية في وقت الشتاء ويتجول حافي القدمين، وذلك بسبب الوضع الأقتصادي الضعيف وعدم توفر الأعمال والأشغال.

## دراسته
أكمل دراسته الابتدائية في قلعة صالح في مدرسة افتتحت عام 1917 على أيدي السلطات البريطانية في لواء العمارة آنذاك، ودخل في المدرسة عام 1918 وتخرج منها عام 1925، ومن ثم أكمل دراسته الثانوية بالثانوية المركزية في بغداد في عام 1930، بفضل درجاته المتفوقة، خصوصاً في مادتي الرياضيات والفيزياء، حصل على منحة دراسية إلى الجامعة الأمريكية في بيروت، وكانت سفرته إلى لبنان من خلال البحر عبر ميناء البصرة، ومثلت هذه البعثة ودراسته للفيزياء أهم محطات حياته التي صنعت شخصيته العلمية التي اتضحت بعد تخرجه من الجامعة الأمريكية، وقبل سفره للالتحاق بالجامعة شهد العالم تأسيس أول جمعية طلابية عراقية خارج البلد، وضمت تلك الجمعية شخصيات مؤثرة ومهمة في تاريخ العراق كمحمد حديد وعبد الفتاح إبراهيم وعلي حيدر سليمان وانضم إليهم عبد الجبار عبد الله، وشكّلت النواة الأولى لجمعية الرابطة الثقافية التي تأسست في بغداد، وفي ذلك الوقت أصدرت مجلة الرابطة التي شغل في وقتاً لاحق سكرتير التحرير فيها منذ صدورها عام 1944، وثم استلم شهادة البكالوريوس بدرجة امتياز في الفيزياء والرياضيات من الجامعة الأمريكية في بيروت عام 1934، وحصل على شهادة الدكتوراه بالعلوم بدلاً من شهادة الدكتوراه في فلسفة العلوم المعتادة وشهادة الدكتوراه بالعلوم شهادة نادرة تمنحها قلة قليلة من الجامعات تعبيراً عن إنجازات الطالب المتميز، وأكمل دراسته في معهد ماساتشوستس للتكنولوجيا في بوسطن، حيث حصل على جائزة بسبب تفوقه في مجال فيزياء الأنواء الجوية وهي عبارة عن ساعة ذهبية، وقد أشرف على دراسته برنارد هوروتز أستاذ الأنواء الجوية.

## عمله
بعد فترة وجيزة من إعلان استقلال العراق في عام 1932 شرعت المملكة العراقية على توسيع وتحسين التعليم الثانوي وقد لعب عبد الجبار عبد الله دوراً في هذا التطور من خلال تدريس الرياضيات والفيزياء في عدد من المدارس في بغداد وميسان. واختص في مجال علوم الأنواء الجوية بعد أن عمل معاون مدير الأنواء الجوية في مطار البصرة (1937-1941). وعمل أيضاً كمدرس في دار المعلمين الابتدائية القسم العالي وعدد من المدارس الإعدادية في بغداد (1941-1944) وعمل أيضاً أول سكرتير تحرير لمجلة الرابطة مثلث، وعمل أستاذاً في الفيزياء في معهد ماساتشوستتس للتكنولوجيا (1948-1949) بعد حصوله على شهادة الدكتوراه وأنجز خلال هذا الفترة بحثين من أهم بحوثه حول حركة الأمواج ونشوء الأعاصير وقد عاد إلى العراق بعد ذلك، وعُيِّن رئيساً لقسم الفيزياء (1958-1959) في دار المعلمين العالية، وفي عام 1958 تم دمج دار المعلمين العالية بجامعة بغداد وغُيرت اسمها إلى كلية التربية. وفي فترة إجازته من دار المعلمين العالية (1952-1955) التحق بجامعة نيويورك حيث أنجز عدداً من بحوثه أهمها في ديناميكية الأعاصير وهي دراسة من جزئين، وبعد عودته إلى العراق عام 1957 أصبح عضواً في مجلس تأسيس جامعة بغداد وقد تأسس المجلس بهدف رفع المستوى العلمي لكافة الكليات والمعاهد ثم ضمها في جامعة واحدة وكان المجلس تحت رئاسة الدكتور متي عقراوي. وعمل رئيساً لتحرير مجلة المجمع العلمي العراقي (1957-1962) بعد تشكيل المجمع العلمي عام 1956، وبعد قيام ثورة 14 تموز عام 1958 تم إصدار قانون في تموز/أيلول 1958 حل بموجبه المجلس التأسيسي المؤقت واستبدل بمجلس الجامعة الدائم وعُيّن عبد الجبار أمين عام ورئيساً للجامعة بالوكالة، وفي عام 1959 اتخذت إجراءات جديدة لتطوير الجامعة وعُيّن رئيساً لها وشهدت الجامعة خلال سنوات رئاسته (1959-1963) نمواً سريعاً من حيث عدد ونوعية البرامج الدراسية ومن حيث عدد الطلبة وتطورت أيضاً سمعة الجامعة فأصبحت واحدة من أرقى جامعات الشرق الأوسط.
وبعد انقلاب 8 شباط عام 1963 تم اعتقال عبد الجبار عبد الله يوم 9 شباط/فبراير، وتم استجوابه حول انتمائاته السياسية وخرج من المعتقل يوم 8 تشرين الأول/أكتوبر من نفس العام وتم إحالته على التقاعد رغم عدم توجيه أي تهمه رسمية له، وعمل كباحث في مركز البحوث الوطني للأنواء الجوية (1965-1966) وبفضل ضغوط دولية استطاع من خلالها مغادرة البلاد إلى الولايات المتحدة الأمريكية، حيث تم تعيينه كباحث زائر في بولدر كولورادو وأنتج عدد من الدراسات الهامة بالإضافة إلى كتاب مع جيمس أوبراين، وفي عام 1966 انتقل إلى جامعة ولاية نيويورك في ألباني حيث عين أستاذاً في قسم علوم الأنواء الجوية وفي عام 1967 حصل على منحة لإجراء سلسلة من الدراسات حول إمكانية الإنسان في السيطرة أو تغيير الطقس.

## حياته الشخصية

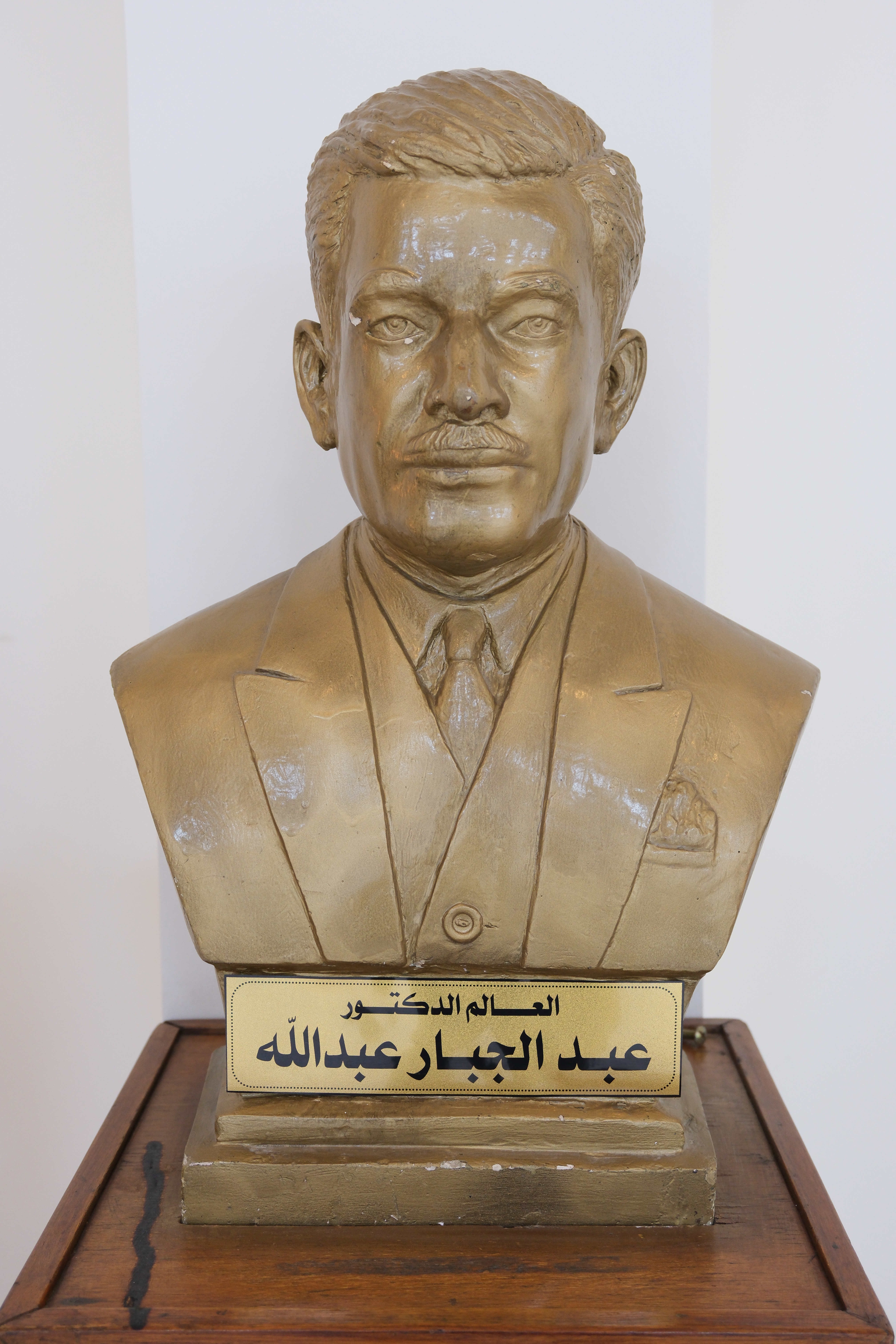
تمثال نصفي.

تزوج من قسمت عنيسي الفياض وكان والدها يشتغل بالصياغة وقد عينه الملك غازي الأول بصائغ العائلة المالكة الرسمي ومنحه لقب ورتبة شيخ، وعملت السيدة قسمت في مجال التعليم الابتدائي وأنجب الزوجان أربعة أطفال هم سناء، سنان، هيثم، ثابت.

## وفاته
توفي في 9 تموز/يوليو عام 1969 في مستشفى المركز الطبي في ألباني نيويورك بمرض العضال عن عمر ناهز 56 عاماً ودفن حسب رغبته في العراق في المقبرة المندائية قرب بغداد.

## بحوثه العلمية
كان يجيد التحدث بأكثر من لغة فضلاً عن العربية والآرامية فإنه يتحدث اللغات الإنجليزية والفرنسية والألمانية وله العديد من النظريات والبحوث العلامية وخاصة في مجال الأنواء الجوية، حيث يعود له الفضل الكبير في العديد من الأعمال بمجال الأعاصير والزوابع من فيزياء الجو، وله العديد من المؤلفات في مجال الفيزياء والعلوم باللغة العربية ترجم العديد من الكتب العلمية الأجنبية إلى اللغة العربية.